# ハーヴェスト出版
有限会社ハーヴェスト出版（ハーヴェストしゅっぱん、harvest-inc.）は、かつて存在していた日本の出版社。
島根県に所在する郷土出版社のハーベスト出版とは、無関係である。

## 社歴
2000年12月設立。2001年5月、リーフ出版（2007年倒産。アダルトゲームブランドのLeafとは無関係）の子会社・雄飛から刊行されていたアダルトゲームの小説化作品レーベル「ハーヴェストノベルズ」を継承した。
長らく「ハーヴェストノベルズ」のみで活動していたが、2007年4月に初の一般向けレーベル「いけ!いけ!僕らの（作品名）」のレーベルを創刊した。
- 2007年11月1日に、一般向けライトノベルレーベル「なごみ文庫」を創刊。2009年7月には、同じく一般向けライトノベルレーベル「みのり文庫」も創刊した。
  - また、『アニメ95.2』や『のうぜい! 〜同人作家のための確定申告ナビ〜』といった業界や実用に関する本も刊行している。
- 2012年5月、東京都千代田区神田和泉町1番地8-3長谷川ビル1階から現在地に本社移転。
- 2012年8月1日に発売した「ライトノベル作家のための魔法事典」を最後に新刊の刊行がなく、現在の活動は不明。
  - 2015年12月12日現在、有限会社ハーヴェスト出版の法人登記は確認できなくなっている。また当社本店登記住所と同じ住所に代表者が同じ「株式会社河出書房」という法人の登記が確認できる。河出書房は1886年に河出靜一郎が岐阜成美堂の東京支店として設立[2]。1933年に現名称の「河出書房」に改名[3]。1957年に河出書房新社の設立に伴い休眠となり[2]、2002年に靜一郎のひ孫[4]でハーヴェスト出版の代表者である河出岩夫が復興させた企業[2][5]だが、この復興の際にハーヴェスト出版がどうなったのかは不明。
  - 河出書房のホームページによると、2011年に「小説・コミック系の出版活動を休止。」とある[4]が、公式ツイッターによると2013年3月までは書籍の出荷をしていたようである[6]。

## レーベル
ハーヴェストノベルズ
主にアダルトゲームの小説化作品を扱うが、オリジナル小説の『みのり町』シリーズも本レーベルより刊行されている。
一時、本文下部に各キャラの顔など原作ゲームのCGを取り入れた「BG TYPE」というシステムを導入していた。
ごく一部の作品にミニゲームが付録されている（例：『あかね色に染まる坂 なごみマニアックス』）。
2009年10月に発行した『闘神都市III』は本レーベル初の18禁指定となったものの、その後も刊行された作品はほとんどが非18禁指定である。
国内を代表するブランド・オーガストをデビュー当初から注目し、『オーガストファンBOX』と『大図書館の羊飼い』以外の全作品の小説を発行している（2013年7月現在）。また、ここでいくつか執筆した岡田留奈が後のオーガストのゲームシナリオに協力している。
なごみ文庫
2007年11月創刊。主にPCゲームの美少女ゲームのスピンオフ作品を扱う。ストレートな性表現は無く、一般向けレーベルとしてハーヴェストノベルズと差別化されている。マスコットキャラクターは「なごみちゃん」（絵・異識）。2012年1月を最後に刊行が途絶えている。
いけ!いけ! 僕らのシリーズ
通称「いけ僕」。1つの作品をピックアップして様々な内容を盛り込んだファンブック。一般向け。2010年に出した「乙女遊戯 水滸伝」はカードゲームであった。
みのり文庫
2009年7月創刊。一般向けレーベルで、コンシューマゲーム系のスピンオフ作品を行なう。マスコットキャラクターは「みのりさん」（絵・ひづき夜宵）。2010年4月で終了。

## 主な作品
- アトリエかぐや作品（多数のため、内部リンクがある作品のみ掲載）
  - 人妻コスプレ喫茶シリーズ
  - ダンジョンクルセイダーズシリーズ
  - プリマ☆ステラ
  - 艶女医
  - 妹汁・姉汁・（姉妹汁）[7]
  - 幼なじみと甘〜くエッチに過ごす方法
  - School ぷろじぇくと☆
  - マジカルウィッチアカデミー
  - 牝奴隷
  - ナースにおまかせ
  - 瀬里奈
  - 女教師
- ういんどみる（ういんどみるOasis含む）作品
  - くれいどるそんぐ 〜昨日に奏でる明日の唄〜
  - はぴねす!
  - 祝福のカンパネラ
- オーガスト作品
  - バイナリィ・ポット
  - Princess Holiday 〜転がるりんご亭千夜一夜〜
  - 月は東に日は西に 〜Operation Sanctuary〜
  - 夜明け前より瑠璃色な
    - 夜明け前より瑠璃色な Moonlight Cradle

  - FORTUNE ARTERIAL
  - 穢翼のユースティア
- オーバーフロー作品
  - 妹でいこう!
  - School Days
  - Summer Days
  - Cross Days
- Key作品
  - CLANNAD
  - リトルバスターズ!シリーズ
- MOONSTONE作品
  - Gift 〜ギフト〜
  - Clear -クリア-